# Jason Waterhouse
Jason Waterhouse (ur. 8 listopada 1991) – australijski żeglarz sportowy, srebrny medalista olimpijski z Rio de Janeiro.
Zawody w 2016 były jego pierwszymi igrzyskami olimpijskimi. W Brazylii zajął drugie miejsce w mieszanej klasie Nacra 17, załogę jachtu tworzyła również Lisa Darmanin, prywatnie jego kuzynka. W tej klasie zdobył cztery medale mistrzostw świata: srebro w 2015 oraz brąz w 2014, 2019 i 2020